# Gare de Bordj Menaïel
La gare de Bordj Menaïel est une gare ferroviaire algérienne située sur le territoire de la commune de Bordj Menaïel, dans la wilaya de Boumerdès.

## Situation ferroviaire
La gare est située au nord de la ville de Bordj Menaïel, sur la ligne de Thénia à Oued Aïssi où elle est précédée de la gare d'Isser et suivie de celle de Naciria.

## Histoire
La gare est mise en service le 19 avril 2017 à la suite de la rénovation du tronçon Thénia - Tizi Ouzou de la ligne de Thénia à Oued Aïssi.

## Service des voyageurs

### Desserte
La gare de Bordj Menaïel est desservie par les trains du réseau ferré de la banlieue d'Alger assurant les liaisons Alger - Oued Aïssi ou Thénia - Oued Aïssi.